# Julia Sawalha
Julia Sawalha (Londen, 9 september 1968) is een Britse actrice, vooral bekend van haar rol als Saffron Monsoon in Absolutely Fabulous.

## Biografie
Sawalha werd in Londen geboren als dochter van Roberta en Nadim Sawalha. Ze werd vernoemd naar haar grootmoeder, een Jordaanse zakenvrouw die van Koningin Noor een prijs ontving voor haar werk in de zakenwereld. Sawalha stamt af van Jordaniërs, Britten en hugenoten.
Ze werd geboren in een acterende familie: haar vader Nadim is een acteur die in de film The Spy Who Loved Me verscheen, en haar zus Nadia Sawalha speelde in de soap EastEnders, en is nu televisiepresentatrice met een eigen talkshow.
Sawalha heeft een relatie gehad met collega Dexter Fletcher en met comedian Richard Herring. Later ging ze ook uit met Patrick Marber, en met Keith Allen, acteur en vader van Lily Allen. Op 1 januari 2004 publiceerden de roddelbladen dat ze getrouwd zou zijn met haar toenmalige vriend Alan Davies, haar tegenspeler in Jonathan Creek. Sawalha en Davies ontkenden dit en namen juridische stappen tegen de berichtgeving. Het stel ging uit elkaar omdat Davies zich niet zou willen binden, waarna hij door Nadia Sawalha "a miserable git" genoemd werd.
Nadat Sawalha in 2005 Rich Annetts ontmoette op het Glastonbury Festival, verhuisden ze samen naar Bath. Later verhuisden ze naar een cottage op het platteland. Sawalha en Annetts gingen uit elkaar, deels omdat Sawalha weer ging acteren in de serie Cranford.

## Carrière
Sawalha werd voor het eerst bekend toen ze in de ITV-jeugdserie Press Gang speelde, van 1989 tot 1993. Van 1991 tot 1994 speelde ze in de serie Second Thoughts de rol van Hannah, een rol die ze vervolgde in de serie Faith in the Future (1995–1998)
Van 1992 tot 2004 speelde ze de rol van Saffron Monsoon in de comedyserie Absolutely Fabulous met Jennifer Saunders.
In 1995 speelde ze in de BBC-miniserie Pride and Prejudice. Hierin speelde ze de rol van de jongste van de gezusters Bennet, Lydia, naast onder meer Colin Firth. Sawalha was tijdens de opnames 26, terwijl haar personage slechts 15 jaar oud is.
Ook deed ze de stem van "Ginger" in de animatiefilm Chicken Run.
In 2006 deed ze mee in het derde seizoen van de genealogische documentaireserie Who Do You Think You Are? waarin ze haar stamboom onderzoekt, met Jordaanse Bedoeïenen aan de kant van haar vader, en hugenoten in haar moeders familie.

## Filmografie

### TV
- Absolutely Fabulous
- Bottom (in de aflevering "Parade" als barvrouw)
- Casualty (in de aflevering "Living in Hope")
- Doctor Who and the Curse of Fatal Death
- El CID
- Faith in the Future
- The Flint Street Nativity
- French and Saunders
- Hornblower
- Inspector Morse (in de aflevering "Last Seen Wearing")
- Jonathan Creek
- Lovejoy (in de aflevering "Double Edged Sword")
- Martin Chuzzlewit
- Press Gang
- Pride and Prejudice
- Second Thoughts
- Sheeep (Stem)
- Tales from the Crypt (in de aflevering "The Kidnapper")
- Time Gentlemen Please
- Who Do You Think You Are?
- A Taste of my Life
- Cranford
- Lark Rise to Candleford
- Midsomer Murders (in de aflevering "Saints and sinners")

### Films
- Buddy's Song
- Chicken Run
- A Midwinter's Tale (ook wel In the Bleak Midwinter)
- The Wind in the Willows
- The Madness of King George

- Biblioteca Nacional de España: XX4927638
- Gemeinsame Normdatei: 143376578
- International Standard Name Identifier: 0000 0001 1627 7037
- Library of Congress Control Number: no96042272
- MusicBrainz: ccb137f9-c4a5-4845-a645-88f1145e9b3b
- Nationale Bibliotheek van Tsjechië: mzk20201068395
- Système universitaire de documentation: 191762628
- Virtual International Authority File: 41435438
- WorldCat: E39PBJbM4jXqdFBFMRrV86Trbd